# Заболоття (селище)
Заболо́ття — прикордонне селище, центр Заболоттівської селищної громади Ковельського району Волинської області. Населення 4 333 осіб. Перша писемна згадка від 1501 року. На північному сході від селища Турське озеро.

## Загальні відомості
Територія колишньої селищної ради разом з угіддями налічує 5634 гектари, у тому числі під забудовою та присадибними ділянками — 343 га. Орної землі налічується 893 га. 2002 року обліковано 1508 господарств. У стадії будівництва 44 житлових приміщень.
Через селище проходить залізниця Київ — Берестя, на якій розташовано прикордонний пропускний пункт Заболоття. До державного кордону з Республікою Білорусь 6 км, до залізничної білоруської станції Хотислав — 8 км. До колишнього райцентру Ратне побудована у 1966 році дорога з твердим покриттям завдовжки 22 км (автошлях Т 0308).
Побудований Термінал «Заболоття».
Заболоття розташоване в мальовничих місцях на піщаних підвищеннях, які на заході переходять в ліси. З півдня і сходу, де були непрохідні болот, — нині меліоровані простори ланів. На північному сході від селища знаходяться озеро Тур, його ще називають Турським, або Великим, на півночі — озеро Довге. У центрі селища-озеро Чорне, на заході й півдні — озерця Ковпини й Корець.

## Історія

### Давня історія
На території Заболоття знайдені окремі матеріальні пам'ятки давніх мешканців краю. Зокрема, були виявлені кам'яні знаряддя праці доби бронзи: кам'яна сокира, наконечники списа, виготовлені п'ять — чотири тисячі років тому. Однак слідів давнього городища не встановлено, оскільки поселення виникло порівняно пізніше, ніж навколишні села.
Перша писемна згадка про поселення припадає на 1501 рік, і виявлена у люстрації-реєстрі сіл Ратенського староства. Однак назви Заболоття в люстрації ще нема. Натомість називаються Старі і Нові Заліси. У кінці XVI століття Нові Заліси остаточно стали називатися Заболоття.
У 1501 році тодішні обліковці виявили, що в Заболотті є 10 дворищних поселян. Названі імена давніх мешканців: Роман Іванич, Сушко Борис, Олисейко, Іван Куцевич, Олисейко, Куцевич, Мацько Занкович та інші.
Щодо заснування поселення, то серед місцевого населення передається легенда, яка записана в різних варіантах. У ній оповідається про княжну, а в інших версіях — про королеву, яка їхала з Ратного через ліси, згодом через село Заліси. Дуже важко їй було переїхати через непрохідне Велике Болото між нинішніми Залісами і Заболоттям — трясовина поглинала обози. Нарешті, перебравшись через глибокі багна на піщані пагорби, де довго відпочивала зі свитою, вона звеліла збудувати тут мешкання, що стало основою майбутнього села.

### Річ Посполита
У давнину центр Заболоття знаходився біля нинішньої церкви. Тут ще в міжвоєнний період минулого століття знаходилися будинки школи й гміни. Неподалік на одному із пагорбів було й кладовище. Згодом центр перемістився до новозбудованої залізниці.
Саме поселення було в далекі часи власністю різних вельмож. Наприкінці XVI — початку XVII століть Заболоттям володіла Кашевська й здавала село в оренду Чолганському. Не задовольнившись орендною платою, вона посилала свою челядь до Заболоття, щоб додатково здійснювати різні побори, на що скаржився Чолганський 1619 році. З 1629 року поселення було орендною власністю О.Яловицького. До 1822 року селом володів граф Красницький, а опісля, до 1840 року — генерал Шестаков Після останнього Заболоття переходить у державну власність — казну.
З роками зростала кількість поселян. 1629 року в Заболотті було 55 «димів». Орієнтовно можна вважати, що тоді проживало до 300 мешканців. До речі, на початку XVII століття Заболоття згадується в списку сіл, які підтримували козацькі загони Богдана Хмельницького у визвольній війні 1648—1657 років. На втихомирення селян був посланий польський каральний загін, який спустошив село, піддав тортурам непокірних.

### Російська імперія
Через два століття — у 1849 році у Заболотті було 108 дворів, у яких проживало понад 500 осіб. М.Теодорович відзначає, що в 1898 році в Заболотті було 184 двори й мешкало 1478 душ обох статей — усі українці, як записано в тодішніх імперських документах, «малороси». Окремо зазначено проживання в селищі 40 євреїв. Вже на початку минулого століття, зокрема в 1904 році, у Заболотті налічувалося 265 дворів іпонад дві тисячі мешканців.
Бурхливий ріст Заболоття пов'язаний насамперед із будівництвом у 1870 році залізниці, яка з'єднала Київ через Ковель з Брестом і Варшавою.
Прокладення залізниці, побудова станції зумовили створення ряду промислових підприємств, які використовували місцеву сировину і матеріали, у першу чергу. Ще в кінці XIX століття в Заболотті звела свої споруди лісопильна фірма «Будекс». Багато місцевих селян стали її робітниками, а також знаходили вони заробіток і на залізниці. З прадавніх пущ ліс вивозився вузькоколійкою, а із Заболоття — широкою колією на Захід, даючи великі прибутки власникам. 1874 створено початкову сільську школу (від 1887 — церковно-парафіяльна школа)

### Найновіша історія
В роки Першої світової війни селище увійшло до складу Української Народної Республіки. Після польсько-радянської війни тут закріпилася Польща.
У квартальному звіті коменданта воєводської поліції Міністерству внутрішніх справ є інформація про страйк 150 робітників в лісопильній фірмі «Будекс» у Заболотті 14-16 березня 1927 року. Страйк спалахнув через невиплату робітникам заборгованої їм заробітної платні і незадоволену вимогу щодо її підвищення. Обіцяна страйкуючим виплата не була здійснена. Знову страйкували робітники Заботтівської лісопильні 9 квітня. Підприємство, як зазначено у звіті, через нестачу коштів на деякий час припинило свою роботу.
У донесенні Ковельського повітового старости воєводському управлінню про волюційні організації зазначено, що в гміні Заболоття знаходиться «повітком» і «райком» комуністів, до якого належать «ячейки» в селах Тур, Гута, Заболоття і Заліси. Після їх ліквідації 1926 року, у селах залишилися невиявлені члени, які вступили до відділу товариства «Просвіта». Проте невдовзі і ця організація була заборонена. Також у підпіллі діяв осередок українських національних організацій.
У 1937 році Михайло Тучемський, побувавши в цих місцях, пише, що село Заболоття розташоване в болотистій низині, оточене багатьма озерами. Земля піскувата й торфова. Клімат вологий, від чого поширюються хвороби.
Одягалися жителі Заболоття у двадцятих — тридцятих роках минулого століття, підкреслює той же М. Тучемський, барвисто. У жінок — квітчасті хустки та вишиті сорочки, запаски, у дівчат — кольорові стрічки в косах, а в чоловіків — ясно-сірі свитки підперезані червоними поясами. На ногах — ликові постоли.
Та ще й не так давно — у кінці сорокових — на початку п'ятдесятих років багато мешканців селища дотримувалося в одязі цих давніх традицій, а постоли були незамінним взуттям при косовиці на перезволожених луках та болотах. Поступово це взуття відійшло в історію. Нині давні національні строї можна лише зрідка знайти у скринях бабусь і в музеї.
Після Другої світової війни село увійшло до складу Волинської області Української РСР.

## Населення

### Мова
Розподіл населення за рідною мовою за даними перепису 2001 року:
| Мова            | Кількість | Відсоток |
| --------------- | --------- | -------- |
| українська      | 4286      | 98.92%   |
| російська       | 24        | 0.55%    |
| білоруська      | 20        | 0.46%    |
| румунська       | 1         | 0.02%    |
| інші/не вказали | 2         | 0.05%    |
| Усього          | 4333      | 100%     |

## Видатні особи
- Білітюк Василь Васильович, солдат батальйону «Айдар», учасник російсько-української війни.
- Іван Корсак — письменник, член Національної спілки письменників, редактор газети «Сім'я і дім» (1996—2014).[6] Іван Корсак — лауреат премії імені В'ячеслава Чорновола 2007 року (за книгу «Гетьманич Орлик»), премії імені Агатангела Кримського (за книгу «Імена твої, Україно», 2008), Міжнародної літературної премії імені Гоголя («Тріумф», 2008), Міжнародної премії імені Г.Сковороди (2009), Міжнародної премії імені Д.Нитченка (2010), Світ волинської книги 2008 (за книгу «Таємниця святого Арсенія»), Лауреат Літературно-мистецької премії ім. Пантелеймона Куліша за 2013 рік (за історичні книги «Немиричів ключ», «Завойовник Європи», «Діти Яфета», «Корона Юрія II»), Лауреат Всеукраїнської літературної премії ім. Зореслава (за історичні романи «Завойовник Європи», Немиричів ключ", «Корона Юрія II»). Нагороджений Почесною грамотою Кабінету Міністрів України, орденом Архистратига Михаїла, двома орденами Юрія Переможця, депутат Волинської обласної ради трьох скликань. Почесний громадянин міст Луцька і Каменя-Каширського.
- Луцик Леонід Петрович — солдат Збройних сил України, учасник російсько-української війни.
- Пархомук Віталій Васильович (1984—2022) — старший солдат Збройних Сил України, учасник російсько-української війни, Герой України (посмертно).
- Тарасюк Василь Олександрович — офіцер Збройних сил України, учасник російсько-української війни, Герой України.